# Awesomenauts
Awesomenauts è un videogioco sviluppato dalla Ronimo Games, pubblicato dalla DTP Entertainment e distribuito dalla Microsoft per PlayStation 3 il 1º maggio 2012 e per Xbox 360 il 2 maggio 2012. Il titolo è stato reso disponibile tramite le piattaforme PlayStation Network e Xbox Live Arcade.
Awesomanauts era stato annunciato il 18 maggio 2011. Si tratta di uno sparatutto a scorrimento orizzontale a tema fantascientifico con elementi tipici dei videogiochi di ruolo compresa la possibilità per il giocatore di potenziare il proprio personaggio. Nel videogioco è possibile giocare da soli o in modalità multiplayer online.

## Trama
Awesomenauts tratta di un'ipotetica guerra intergalattica che vede scontrarsi due fazioni (Blu e Rossa) che hanno in dotazione le più potenti e tecnologiche armi e i più possenti robot.
Il conflitto ha raggiunto una pericolosissima situazione di stallo.
La conquista galattica però non può essere abbandonata e per risolvere la situazione c'è una sola strada percorribile: assoldare l'armata di mercenari più potente e spietata dell'universo. Gli Awesomenauts.

## Personaggi
In Awesomenauts sono disponibili vari personaggi giocabili; Le discriminanti maggiori tra i personaggi sono la velocità di movimento, il tipo di salto, danno e velocità dell'attacco primario, prima e seconda abilità. I principali personaggi sono elencati qua sotto:
Froggy G : E una rana umanoide armata di pistola a corto raggio; Nato nei ghetti del pianeta Ribbit IV ha una certa familiarità con sparatorie e crimini di vario genere tanto che fin da quando era un girino ha sempre intrapreso la carriera di malvivente. Arrestato per una rapina Froggy trova la redenzione in galera grazie al rap. Scontati gli anni di pena si arruola in un gruppo di mercenari chiamata Awesomenauts.
Lonestar : Nel sistema Bovinion c'è una razza semi-intelligente dalle sembianze bovine che sentendo delle leggende dei cowboy della Terra decisero di crearne uno. Così nacque Lonestar. Ma non andò come previsto, lo sceriffo si ribellò e cominciò ad azzuffarsi con i boviniani. Ora vaga per la galassia come fuorilegge.